# Den underbara tekitteln
Den underbara tekitteln (japanska: ぶんぶく茶釜, Bunbuku chagama) är en japansk folksaga om en tanuki, en mytologisk mårdhund, som använder sin hamnskiftarförmåga till att belöna sin räddare för hans vänlighet. Folksagan översattes 1911 första gången till svenska av Ida Trotzig. 

## Innehåll
I Trotzigs version ur hennes bok med 27 stycken Japanska sagor (1911) kallar hon tanukin för grävling. I den versionen av sagan som fortfarande hörs och återges i Gaby Stenbergs nyutgåva av ett urval av sin mormors sagor, får tanukin heta tvättbjörn. Monica Braw i sitt efterord nämner sjubb, vilket både använts för päls från tvättbjörn men även provinsiellt om mårdhund.

### Trotzigs version
Trotzig berättar om en teceremonimästare till präst som i en antikvitetsbutik råkar komma över en fantastisk tekittel, vars sparsmakade skönhet han inte nog kunde prisa och falla i begrundan över. Han låter förvara den i en anstående trälåda, från vilken den en dag skuttar ut på tatamigolvet till några novisers stora förskräckelse.  Prästen tror dock inte på deras varning att tekitteln, som snabbt återtagit sin kittelform, fått tanukifötter och sprungit omkring.  Inför sin planerade teceremoni tar han dock och sätter kitteln med vatten över elden långt i förväg och vips, när det börjar koka, ropar kitteln att "det bränns" och rusar ut på golvet. Prästen tror knappt sina ögon, ångrar sitt köp och säljer kitteln, som återfått metallklang, billigt till en lägligt förbipasserande bleckslagare. På natten väcks dock bleckslagaren av tekitteln som åter förvandlat sig till ett rörligt fyrfotadjur med svans. 
”Jag är inget spöke, bara en underbar kittel som ger lycka till den som behandlar mig väl”,
säger tanukin. De kommer överens om att ge sig ut runt landet och visa upp alla konster som tekitteln kunde utföra. Det blev en mycket lyckad turné, som till och med fann kejsarens gillande. Bleckslagaren blev en rik man och bestämde sig att tekitteln skulle få en hyllad fristad åter till templet Moriuji. Där placerades den på sidenkudde och blev av somliga dyrkad som en gudomlighet.

### Senare svensk version
En annan version som berättas för dagens förskolebarn i bilderbok av stort format med hårda pärmar inleds med att en fattig man hittar en tanuki fångad i en fälla. Han tycker synd om djuret och släpper det fri. Samma kväll kommer tanukin till den fattige mannens hus för att tacka för tjänsten. Tanukin förvandlar sig till en tekittel, chagama och uppmanar mannen att sälja kitteln för pengar. 
Mannen säljer tanukikannan till en munk, som tar hem den och efter att ha skrubbat den ordentligt sätter den över elden för att koka vatten. Ur stånd att stå ut med hettan får tanuki-tekannan ben och springer sin väg i sitt halvförvandlade tillstånd.
Tanukin återvänder senare till den fattige mannen med en ny idé. Mannen borde sätta upp en ”vägkantsattraktion” av cirkustyp och ta betalt av folk som vill se en tekanna gå på lina. Planen går i lås och båda två får ut något gott av varandra. 

## Andra framställningar
Historien har länge varit på repertoaren bland kringfarande så kallade kamishibai-berättare.
En tidig anime-film baserad på berättelsen producerades redan 1928 av Yokohama Cinema Shōkai.